# آشیانه خورشید
آشیانه خورشید فیلمی به کارگردانی  و نویسندگی سعید کامیار محصول سال ۱۳۴۶ است.

## بازیگران
- آذر حکمت شعار
- سعید کامیار
- فیروز
- لطفی
- دلیله نمازی
- داریوش اسدزاده
- حسن شاهین
- اکبر هاشمی